# Peter, Sue & Marc
Peter, Sue & Marc (рус. Петер, Сью и Марк) — швейцарская музыкальная группа, основанная в 1968 году. В ее состав входят гитарист, певец и пианист Петер Ребер (род. 28 апреля 1949 года в Берне), вокалистка Сью Шелл (род. 6 апреля 1950 года в Нью-Йорке) и гитарист, певец Марк Дитрих (род. в 1948 году в Берне). Группа известна тем, что представляла Швейцарию на конкурсе песни Евровидение 4 раза - в 1971, 1976, 1979 и 1981 годах.

## Карьера
Группа была образована в 1968 году, однако, она не имела большой популярности. Петер, Сью и Марк участвовали на конкурсе песни Евровидение 4 раза. Это один из рекордов песенного конкурса, который был побит четыре раза (включая Петера, Сью и Марка).
Группа выпускала синглы в собственном лейбле PSM-Records. Логотип лейбла представлял собой трехлистный клевер с буквами PSM на одном листе каждая.
С песнями Ich ohne dich и Fantasia они появились в качестве гостей в чартах ZDF-Hitparade в 1981 году. После этого, группа распалась, в последний раз их можно было увидеть на кануне Нового 1981 года. В то время, как Петер продолжал успешно писать и записывать песни самостоятельно, Сью и Марк становились всё тише с каждым годом.
Тем не менее, Петер, Сью и Марк воссоединялись четыре раза: в 1986 году в программе Supertreffer, в 2003 году в гала-шоу к пятидесятилетию швейцарского телевидения (где они спели усиленную версию сингла Cindy) и в 2007 году в программе Величайшие швейцарские хиты Швейцарского телевидения. Благодаря исполненным песням Io senza te, Birds Of Paradise и Cindy, группа вернулась на официальный швейцарский хит-парад 11 ноября 2007 года исключительно из-за загрузок. В 2015 году песня Io senza te снова вывела на сцену запоминающиеся мелодии трио. В 2016 году они появились с попурри из крупнейших хитов на швейцарском телешоу Hello Again.

## Евровидение и национальные отборы[3]
Петер, Сью и Марк участвовали на конкурсе песни Евровидение 4 раза, на национальном отборе - 9 раз.
| Год  | Песня                          | Страна    | Язык        | Место на национальном отборе | Место на Евровидении | Место в чартах Швейцарии |
| ---- | ------------------------------ | --------- | ----------- | ---------------------------- | -------------------- | ------------------------ |
| 1971 | Les illusions de nos vingt ans | Швейцария | Французский | не проводился                | 12 (78 баллов)       | –                        |
| 1973 | Es kommt ein Tag               | Швейцария | Немецкий    | 3                            | –                    | –                        |
| 1974 | Frei                           | Швейцария | Немецкий    | 2                            | –                    | –                        |
| 1975 | Lève-toi soleil                | Швейцария | Французский | 2                            | –                    | –                        |
| 1976 | Djambo Djambo                  | Швейцария | Английский  | 1                            | 4 (91 балл)          | 6                        |
| 1978 | Charlie Chaplin                | Германия  | Английский  | 3                            | –                    | –                        |
| 1979 | Trödler und Co.                | Швейцария | Немецкий    | 1                            | 10 (60 баллов)       | –                        |
| 1981 | Io senza te                    | Швейцария | Итальянский | 1                            | 4 (121 балл)         | 5                        |
| 1981 | San Gottardo1                  | Швейцария | Немецкий    | 3                            | –                    | –                        |
| 1987 | Nostradamus2                   | Швейцария | Немецкий    | 2                            | –                    | –                        |

1.↑ В 1981 году на национальном отборе участвовала группа Swiss Union, в которой состоял бывший участник трио Марк Дитрих.
2.↑ В 1987 году на национальном отборе участвовал бывший участник трио Марк Дитрих.

## Интересные факты
В 1987 году Дмитрий Селиванов исполнил песню "Райские птицы".